# LDLC Arena
LDLC Arena, is een multifunctionele indoor arena in Groot-Lyon, Frankrijk. De arena is eigendom van OL Groupe en is in november 2023 geopend en wordt voornamelijk gebruikt voor sportevenementen en concerten. Het gebouw ligt vlak bij het Parc Olympique Lyonnais- stadion in Décines-Charpieu .

## Geschiedenis
Op 7 december 2018 kondigde de basketbalclub ASVEL Lyon-Villeurbanne een multifunctioneel arenaproject aan, dat met de LDLC ASVEL- wedstrijden in de EuroLeague zou organiseren. 
In februari 2019 kondigde Jean-Michel Aulas, eigenaar en president van Olympique Lyonnais, plannen aan om naast het stadion een polyvalente zaal te bouwen, met een capaciteit tot 15.000 mensen. Daarmee is het naar capaciteit na de Paris La Défense Arena en de Halle Tony Garnier de grootste indoor arena van Frankrijk; 
Medio juni 2021 werd ASVEL Lyon-Villeurbanne geaccepteerd als aandeelhouder in de EuroLeague met een permanent recht op deelname met de A-licentie.  Om dit te doen had de club een locatie nodig die voldeed aan de eisen van de EuroLeague voor internationale wedstrijden. De Astroballe, de toenmalige arena had amper 5.556 plaatsen. 
De constructie van de arena begon uiteindelijk in februari 2022. 

### Concerten en shows
Komiek en actrice Florence Foresti maakte op 28 november haar eerste optreden op het podium. Muziekartiesten Sting en Lomepal traden in december 2023 op. In 2024 volgen nog meer concerten van artiesten als Calogero, Shaka Ponk, Patrick Bruel, Green Day en Michel Sardou. Het zal ook de wereldberoemde musical Starmania voor 6 data verwelkomen in oktober 2024. 